# Júkovo (Penza)
|  | Per a altres significats, vegeu «Júkovo». |

Júkovo - Жуково (rus) és un poble de l'óblast de Penza. Rússia. El 2010 tenia 20 habitants.